# Винсюм
Ви́нсюм (нидерл. Winsumо файле) — поселение и бывшая община на севере Нидерландов, в провинции Гронинген. Население Винсюма на 1 января 2007 года составляло 14 001 человек. 1 января 2019 года община Винсюм вошла в состав новой общины Хет-Хогеланд.
Город Винсюм официально основан в 1057 году как объединение трех исторических деревень Обергюм (на севере), Винсюм (в центре) и Беллингевер (на юге). Большинство жителей города ездят на работу в расположенный рядом город Гронинген.
Предметом городской гордости являются две традиционные голландские ветряные мельницы, две исторические церкви, два канала, и одна старинная голландская таверна. Две мельницы, «De Ster» («Звезда») и «De Vriendschap» («Дружба») были построены в 1851 и 1801 годах соответственно. Здание таверны «De Gouden Karper» («Золотой карп») начало использоваться в этом качестве с XVI века, и это старейшая сохранившаяся в Нидерландах таверна.

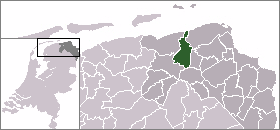
Положение общины Винсюм на карте провинции Гронинген и Нидерландов